# ۴۰۵ (پیش از میلاد)
۴۰۵ (پیش از میلاد) ۴۰۵مین سال قبل از تقویم میلادی است.